# Meister des Hochaltars von St. Jakob

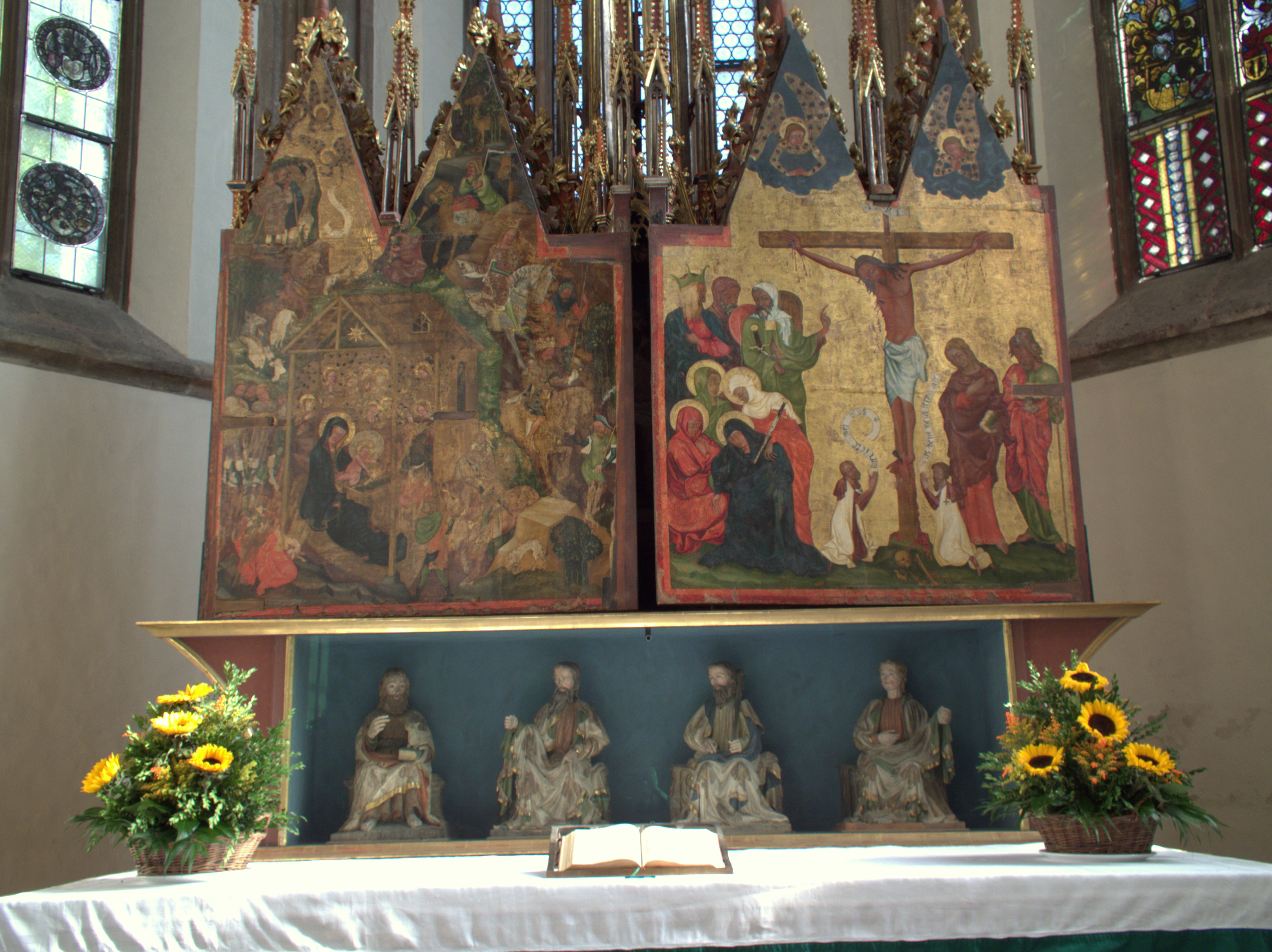
Der gotische Hochaltar von St. Jakob in Nürnberg. ca. 1360–1370, geschlossener Zustand

Als Meister des Hochaltars von St. Jakob wird der gotische Maler bezeichnet, der um 1360 bis 1370 die Bilder zum Hochaltar der ehemaligen Deutschordenskirche St. Jakob in Nürnberg geschaffen hat. Der Hochaltar, der sich noch heute in der jetzt evangelischen Kirche befindet, ist eines der ältesten erhaltenen Flügelretabel in Süddeutschland und der älteste erhaltene Nürnberger Hochaltar.
Die Bilder der beiden Flügel des dreiteiligen Altars sind mit Tempera und Vergoldung auf Holz gemalt. Die Außenseiten zeigen die Anbetung der Könige und die Kreuzigung Christi mit Johannes dem Evangelisten und Jakobus dem Älteren. Der Altar wurde von zwei Mitgliedern des Deutschen Ordens gestiftet, die auf dem Passionsbild unter dem Kreuz kniend porträtiert sind. Die Bilder der Innenseite zeigen Verkündigung und Krönung Mariens sowie die Auferstehung Christi, jeweils darüber Apostel und Propheten. Die Flügel umgeben den zentralen Schrein, der einen von Engeln umgebenen geschnitzten Schmerzensmann zeigt. In der Predella des Hochaltars sitzen vier Tonapostel, die dem Meister der Nürnberger Apostel zugeordnet werden.
Die Malereien stehen in enger Verwandtschaft zum böhmischen Malstil der gleichen Periode und zeigen die Einflüsse des Prager Hofs Karls IV. auf die Entwicklungen im Nürnberg des 14. Jahrhunderts, auch wenn die Bilder des Meisters wie auch vergleichbare andere Bilder Nürnberger Maler der Gotik in einem doch typischen lokalen sachlichen Stil und in bürgerlicher Schlichtheit gemalt sind. Somit unterscheiden sie sich von den Tafelgemälden des 14. Jahrhunderts in Böhmen, die noch mehr einer byzantinischen Formentradition folgen.
Der Meister des Hochaltars von St. Jakob soll eventuell identisch sein mit Sebald Weinschröter oder in dessen Umfeld gearbeitet haben. Weinschröter, der 1364 oder 1370 verstarb, war ein Nürnberger Hofmaler Kaiser Karls IV. und in Nürnberg ansässig.
Dem Meister des Hochaltars von St. Jakob wird auch der um 1370 gemalte Epitaph für Friedrich Mengot in der Heilsbronner Zisterzienserkirche zugeordnet.